# Юзефово (Вишковський повіт)
Юзефово (пол. Józefowo) — село в Польщі, у гміні Жонсьник Вишковського повіту Мазовецького воєводства.
Населення — 106 осіб (2011).
У 1975-1998 роках село належало до Остроленцького воєводства.

## Демографія
Демографічна структура станом на 31 березня 2011 року:
|          | Загалом | Допрацездатний вік | Працездатний вік | Постпрацездатний вік |
| -------- | ------- | ------------------ | ---------------- | -------------------- |
| Чоловіки | 51      | 11                 | 33               | 7                    |
| Жінки    | 55      | 7                  | 33               | 15                   |
| Разом    | 106     | 18                 | 66               | 22                   |